# Coptomia opalina
Coptomia opalina är en skalbaggsart som beskrevs av Hippolyte Louis Gory och Achille Rémy Percheron 1833. Coptomia opalina ingår i släktet Coptomia och familjen Cetoniidae. Inga underarter finns listade i Catalogue of Life.